# لویی اسمولکا
لویی اسمولکا (انگلیسی: Louis Smolka؛ زادهٔ ۱۶ ژوئیهٔ ۱۹۹۱) جودوکار، ورزشکار هنرهای رزمی ترکیبی و کاراته‌کا اهل ایالات متحده آمریکا است. وی از سال ۲۰۱۰ میلادی تاکنون مشغول فعالیت بوده‌است.